# Huma Abedin

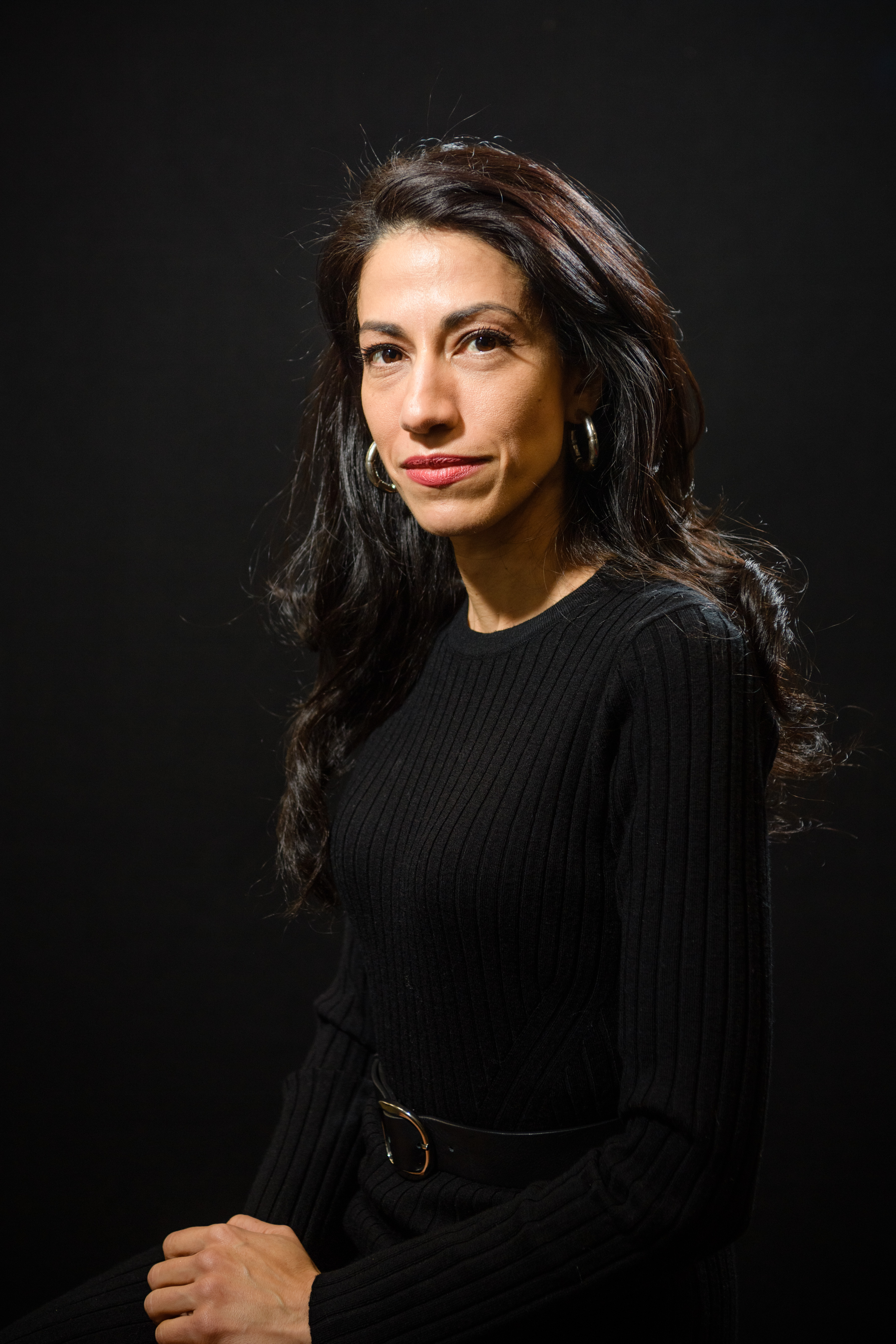
Huma Abedin (2022)

Huma Mahmood Abedin (* 28. Juli 1976 in Kalamazoo, Michigan) ist eine US-amerikanische politische Beraterin, Mitarbeiterin und enge Vertraute von Hillary Clinton. Abedin war stellvertretende Stabschefin und persönliche Assistentin Clintons als US-Außenministerin von 2009 bis 2013 und saß anschließend dem Übergangsteam (transition team) vor, das Clintons politischen Weg nach dem Ende ihrer Ministertätigkeit begleitete. Sie war Vizevorsitzende der erfolglosen Präsidentschaftskampagne Hillary Clintons 2016.

## Familie und Ausbildung
Abedin wurde in Kalamazoo, Michigan, als Tochter der Pakistanerin Saleha Mahmood Abedin und des Inders Syed Zainul Abedin (* 1928 in Britisch-Indien; † 1993) geboren; beide arbeiteten als Lehrer. Als sie zwei Jahre alt war, zog ihre Familie mit ihr nach Dschidda in Saudi-Arabien. Ihr Vater war Absolvent der indischen Aligarh Muslim University, später promovierte er zudem an der University of Pennsylvania. Ihre Mutter promovierte ebenfalls an der Universität Pennsylvania und war später Professorin für Soziologie am Dar Al-Hekma College in Dschidda. Huma Abedin kehrte in die USA zurück und studierte an der George Washington University.

## Karriere

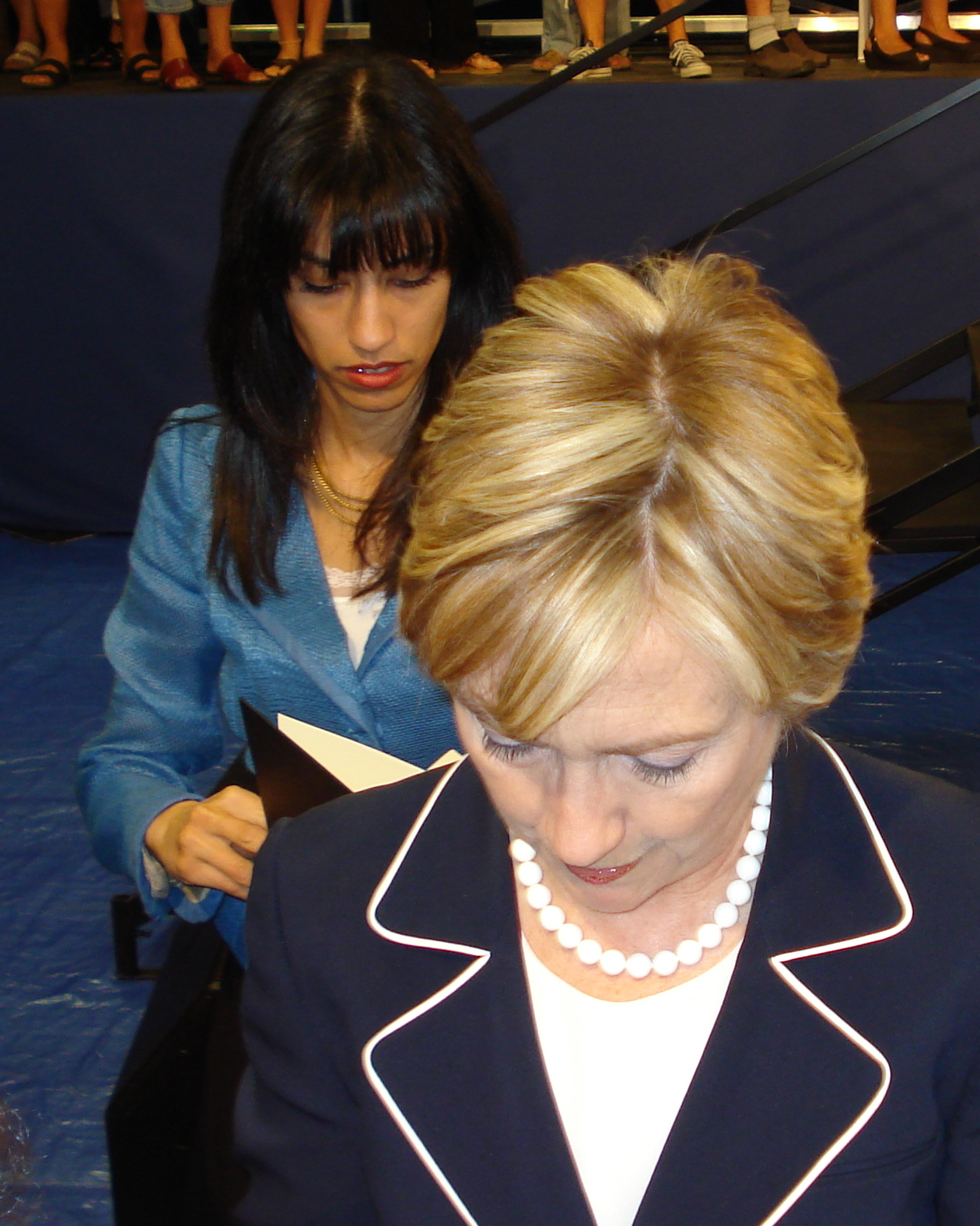
Huma Abedin mit Hillary Clinton (2008)

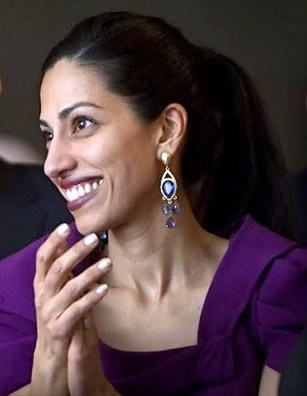
Huma Abedin (2010)

Abedin begann im Jahr 1996 als Praktikantin im Weißen Haus zu arbeiten und wurde Hillary Clinton zugewiesen. Seitdem hat Abedin als persönliche Assistentin, Vertraute und Beraterin für sie gearbeitet, unter anderem im Außenministerium. 2010 listete sie das Time Magazine unter den „40 under 40“ als Teil einer „neuen Generation gesellschaftlicher Anführer“ sowie „aufsteigender Sterne in der amerikanischen Politik“. Bei einer Feier vor der Hochzeit Abedins mit dem Politiker Anthony Weiner sagte Clinton in einer Rede: „I only have one daughter. But if I had a second daughter, it would [be] Huma“. Wegen möglicher Arbeit und Bezahlung aus dem Privatsektor während dieser öffentlichen Tätigkeit läuft gegen Abedin eine Untersuchung des Kongresses.
Nach Clintons Ausscheiden aus dem Außenministerium im Januar 2013 leitete Abedin das persönliche Übergangsteam (transition team) Hillary Clintons. Sie nahm bei der Kandidatur Hillary Clintons um die US-Präsidentschaft 2016 eine zentrale Rolle in Clintons Umgebung ein und war an sämtlichen Auswahlgesprächen für wichtige Positionen beteiligt. Als stellvertretende Leiterin der Wahlkampagne – nach John Podesta als Leiter und Robby Mook als Manager an dritter Stelle des Teams – hatte sie eine unabhängigere und sichtbarere Rolle erhalten als zuvor. So äußerte sie beispielsweise im Dezember 2015 öffentlich ihre Empörung über den Vorschlag des republikanischen Präsidentschaftskandidaten Donald Trump, vorübergehend allen Muslimen die Einreise in die USA zu verwehren, nachdem Trump sie und ihren Ehemann immer wieder öffentlich angegriffen hatte.
Im Sommer 2016 wurde Abedins Doppelrolle während Clintons Amtszeit als Außenministerin schärfer beleuchtet, da sie als Mitarbeiterin der Regierung zugleich für die private Clinton Foundation tätig gewesen war und im Verdacht stand, deren Spender bei der Vergabe von Terminen der Außenministerin bevorzugt zu haben.

### Vermeintliche Verbindungen zur Muslimbruderschaft
Im Juni 2012 forderten die republikanischen Kongressabgeordneten Michele Bachmann, Trent Franks, Louie Gohmert, Tom Rooney und Lynn Westmoreland in einem Brief an den stellvertretenden Generalinspekteur des Außenministeriums, Harold W. Geisel, eine Untersuchung über den Einfluss von Personen auf die Außenpolitik, die vermeintlich Verbindungen zur islamistischen Muslimbruderschaft pflegten, darunter auch Abedin. Hierzu wurde eine Studie des Center for Security Policy angeführt, in der behauptet wird, Abedin habe „drei Familienmitglieder – ihr verstorbener Vater, ihre Mutter und ihr Bruder –, die in Verbindung zu Mitarbeitern und/oder Organisationen der Muslimbruderschaft stehen“. Die Behauptungen wurden von der Washington Post als „paranoid“, „unfundiert“ und „Teil einer Schmierenkampagne“ bezeichnet.
Bachmanns ehemaliger Wahlkampfmanager Ed Rollins bezeichnete die Anschuldigungen als „extrem und unehrlich“ und forderte Bachmann auf, sich bei Abedin zu entschuldigen. Die Anti-Defamation League verurteilte die Kampagne und forderte die Republikanische Partei auf, mit dem Verbreiten von Verschwörungstheorien aufzuhören. Eine Entschuldigung Bachmanns ist nie erfolgt.
Die republikanischen Politiker John McCain, Lindsey Graham, Scott Brown und Ed Rollins verteidigten Abedin gegen diese Anschuldigungen. Abedins Familie musste unter Polizeischutz gestellt werden, nachdem sie infolge dieser Kontroverse von einem Muslim aus New Jersey bedroht worden war.

## Privates
Abedin spricht Englisch, Urdu und Arabisch. Am 10. Juli 2010 heiratete sie den damaligen demokratischen Kongressabgeordneten Anthony Weiner. Der Hochzeitsfeier im Oheka Castle in Huntington wohnte auch der ehemalige US-Präsident Bill Clinton bei. Abedin stand zu ihrem Mann, als dieser Mitte 2011 wegen eines Sextingskandals von seinem Mandat zurücktrat, und brachte im Dezember 2011 ihren gemeinsamen Sohn Jordan Zain Weiner zur Welt. Als im Juli 2013 bei seinem Comeback-Versuch für die Bürgermeisterwahl von New York weitere Sex-Enthüllungen bekannt wurden, sprach sie ihm in einer Pressekonferenz ihre Unterstützung aus, was mit dem Verhalten ihrer Förderin Hillary Clinton bei den Affären ihres Ehemanns verglichen worden ist. Ihre Rolle in diesem Wahlkampf als Ehefrau, die sich von Kameras fernhält, aber die Beziehungen zum Spender-Netzwerk der Clintons ausspielt und das Geschlechtsstereotyp der still leidenden, schmückenden Gattin verkörpert, porträtiert der Dokumentarfilm Weiner. Im August 2016 gab sie ihre Trennung von Weiner bekannt, nachdem dieser rückfällig geworden war.
Elf Tage vor der US-Präsidentschaftswahl 2016 kündigte FBI-Direktor James B. Comey in einem Brief an Kongressabgeordnete neue „Ermittlungen“ wegen Clintons Nutzung eines privaten E-Mails-Servers in ihrer Zeit als Außenministerin an. Nachdem Comey im Juli 2016 erklärt hatte, es gebe keine Grundlage für eine Strafanzeige gegen Hillary Clinton, gab er als Grund für die Wiederaufnahme E-Mails an, die Huma Abedin von Clintons Konto auf einen Laptop Anthony Weiners weitergeleitet hatte. Weil das FBI kein Fehlverhalten Clintons feststellte, wurde das Verfahren zwei Tage vor der Präsidentschaftswahl 2016 eingestellt.

## Werke
- Both/And: A Life in Many Worlds. Scribner, 2021, ISBN 978-1-5011-9480-1.[24]